# Вітебська операція
Вітебська операція — фронтова наступальна операція радянських військ Західного та 1-го Прибалтійського фронтів в період з 3 лютого по 13 березня 1944 року під час радянсько-німецької війни.

## Хід операції
Протягом осені 1943 року радянські фронти на західному напрямку радянсько-німецького фронту неодноразово намагалися реалізувати завдання щодо розгрому німецької групи армій «Центр» і вийти на лінію Вільнюс — Мінськ. Хоча місцями їм вдалося досягти локальних успіхів у ході Городоцької, Невельської та Гомельсько-Речицької операцій, Оршанська операція закінчилася повним провалом. На Вітебськом напрямку спроби прорвати оборону німців і вирватися на оперативний простір здійснювалися неодноразово: з 12 жовтня по 2 грудня 1943 року, з 8 листопада по 21 грудня 1943 та з 13 по 31 грудня 1943 року, але ці фронтові операції не перетворилися на стратегічний наступ, німецькі війська відбили всі спроби Червоної армії і витримали натиск радянських військ.
Західний фронт не припинив своїх спроб й ще двічі переходив у наступ, намагаючись прорвати німецьку оборону: з 23 грудня 1943 по 6 січня 1944 року на вітебському напрямку (фронт просунувся до 12 кілометрів, змусивши противника залишити перший оборонний рубіж, втративши загиблими — 6 692 чоловіка, пораненими — 28 904 чоловіка, всього 35 596 осіб), і на богушевському напрямку з 8 по 24 січня, просунувшись на 2-4 кілометри (втрати склали загиблими — 5 517 чоловік, пораненими — 19 672 особи, всього — 25 189 військових).
3 лютого 1944 радянські війська знову перейшли в наступ на вітебському напрямку. При цьому армії Західного фронту наступали південніше Вітебська, а 1-й Прибалтійський фронт наступав на місто зі сходу і охоплював його з півночі. Цей наступ мав дуже частковий успіх — 1-й Прибалтійський фронт змусив противника залишити передовий оборонний рубіж і з важкими боями повільно просувався на захід, відбиваючи безперервні контратаки противника. На Західному фронті вдалося просунутися всього на 4 кілометри. 16 лютого зазнавши великих втрат, наступ було тимчасово призупинено.
Ще двічі радянські війська намагалися відновити наступ на вітебському напрямку. Нові важкі бої також не принесли перелому. Південніше Вітебська наступ знову обмежилося вклинюванням в німецьку оборону від 2 до 6 кілометрів, спроба вдруге завдати удар у районі Орші з 5 по 9 березня закінчилася без результату. Зазнавши значних втрат, радянські війська були змушені перейти до оборони.
У ході проведення операції її основні завдання виконані не були. Радянські війська не змогли не тільки прорватися до Мінська, але й опанувати Вітебськ. Тим не менш, 3-тя німецька танкова армія, що тримала оборону в районі міста зазнала великих втрат і змушена була ввести в бій усі свої резерви. Війська 1-го Прибалтійського фронту глибоко охопили вітебське угруповання противника, створивши передумови для його подальшого розгрому в Вітебсько-Оршанській операції в червні 1944 року. Дії Західного фронту були визнані невдалими. Втрати радянських військ у цій операції були дуже великі: 27 639 осіб безповоротні і 107 373 чоловік санітарні втрати, загальні втрати склали 135 012 чоловік.
Безуспішні дії командування Західного фронту у цій та попередньої Оршанської операціях спричинили прибуття на фронт комісії Державного Комітету Оборони. За підсумками роботи комісія представила І. В. Сталіну доповідь від 11.04.1944 року, де дії командування були піддані нищівній критиці. У провину В. Д. Соколовському були поставлені планування операцій без урахування досвіду війни (прорив німецької оборони силами кожній армії самостійно на вузьких ділянках, введення в бій танкових сил безпосередньо в смузі оборони, недостатня підготовка операцій), невміння наступати при значній перевазі в силах над супротивником, що оборонявся, неграмотне використання артилерії, погана розвідувальна підготовка наступу, неналежна організація взаємодії родів військ у бою, проведення багаторазових непідготовлених і поспішних атак на одних рубежах з величезними втратами. За результатами розгляду справи Західний фронт був реорганізований. за допущені упущення з посади командувача Західним фронтом був знятий В. Д. Соколовський.